# Pierre Watrin
 (décembre 2012).
Si vous disposez d'ouvrages ou d'articles de référence ou si vous connaissez des sites web de qualité traitant du thème abordé ici, merci de compléter l'article en donnant les références utiles à sa vérifiabilité et en les liant à la section « Notes et références ».
Pour les articles homonymes, voir Watrin.
Pierre Watrin (né le 28 août 1918 à Notre-Dame-d'Aspres dans l'Orne et mort le 24 septembre 1990 dans le 14ème arrondissement de Paris) est un réalisateur, animateur et illustrateur français. Cet ancien de l'école Estienne a appris  à manier le pinceau et le burin, aussi bien que le crayon. Affichiste, aquafortiste, sculpteur, il a illustré une trentaine de livres et a dirigé une collection chez Calmann-Lévy. Il a été directeur artistique au studio Parthena.
Associé d'Albert Champeaux, entre 1956 et 1974, ils ont réalisé plus de trois cents films publicitaires, plusieurs séries pour la télévision européenne et quelques films de spectacle : Paris flash (1958), Villa Mon rêve (1962), Merci, Monsieur Schmitz (1963) Robes et volants (1964) Paris Nice (1967).
En 1974, quand René Goscinny, Albert Uderzo et l'éditeur Dargaud entreprirent la fondation des studios Idéfix, c'est à Pierre Watrin et à Henri Gruel qu'ils demandèrent de constituer une équipe pour réaliser les films Les Douze Travaux d'Astérix et La Ballade des Dalton. Des projets sur l'histoire vraie de l'éléphant Jumbo, héros de l'Angleterre victorienne, vendu à Barnum.
René Goscinny écrira le scénario et Pierre Watrin assurera l'animation. René Goscinny meurt en 1977 et l'année 1978 voit l'arrêt des studios Idéfix. De nombreuses planches du dessin animé existent ainsi que le scénario original du projet du film.
Aquarelles, portraits, sculptures, etc.

## Publicités de presse
1947  L' Horlogerie Jaeger-Lecoultre, Eloge du temps , Plaisir de France N°124, mars 1947

## Filmographie et œuvres
- 1953 : La Bergère et le Ramoneur de Paul Grimault et  Merci, Monsieur Schmitz
- 1953 : Bonjour Paris ! ou La tour prend garde
- 1980 : Le Roi et l'Oiseau
- 1976 : Les Douze Travaux d'Astérix
- 1978 : La Ballade des Dalton
- 1958 : Paris flash
- 1962 : Villa Mon rêve
- 1975 : films publicitaires
- 1963-1970 : affichiste, aquafortiste, sculpteur, lithographe, illustrateur